# Paradise Park
Paradise Park è un census-designated place (CDP) degli Stati Uniti d'America, situato nello stato della California, nella contea di Santa Cruz.